# Alcanadre
Alcanadre település Spanyolországban, La Rioja autonóm közösségben. Alcanadre Agoncillo, Ausejo, Mendavia, El Redal, Corera, Galilea, Sesma és Lodosa községekkel határos. Lakosainak száma 647 fő (2024).

## Népesség
A település népessége az elmúlt években az alábbi módon változott:
| Lakosok száma | 790  | 758  | 762  | 754  | 748  | 701  | 663  | 643  | 647  | 647  |
|               | 2001 | 2004 | 2007 | 2009 | 2012 | 2014 | 2017 | 2019 | 2022 | 2024 |